# Pensiero d'amore
Pensiero d'amore è un film musicarello del 1969 diretto da Mario Amendola.

## Trama
Reg, un giovane appartenente all'aristocrazia britannica, contesta i privilegi della casta e si mette a viaggiare per l'Europa con mezzi di fortuna, senza bagaglio e senza denaro. Arrivato a Roma in autostop, viene ospitato a casa della contessa Varaldi e conosce Paola, figlia di un vetturino. Paola è già fidanzata con Leone, ma quest'ultimo, a causa di un impegno, manda proprio Reg a sostituirlo in un appuntamento con la ragazza. In un locale da ballo, Reg si improvvisa cantante unendosi alla band che intrattiene il pubblico e fra i due nasce l'amore che, dopo varie disavventure, sfocia nel matrimonio.